# Alter Jüdischer Friedhof (Lechenich)

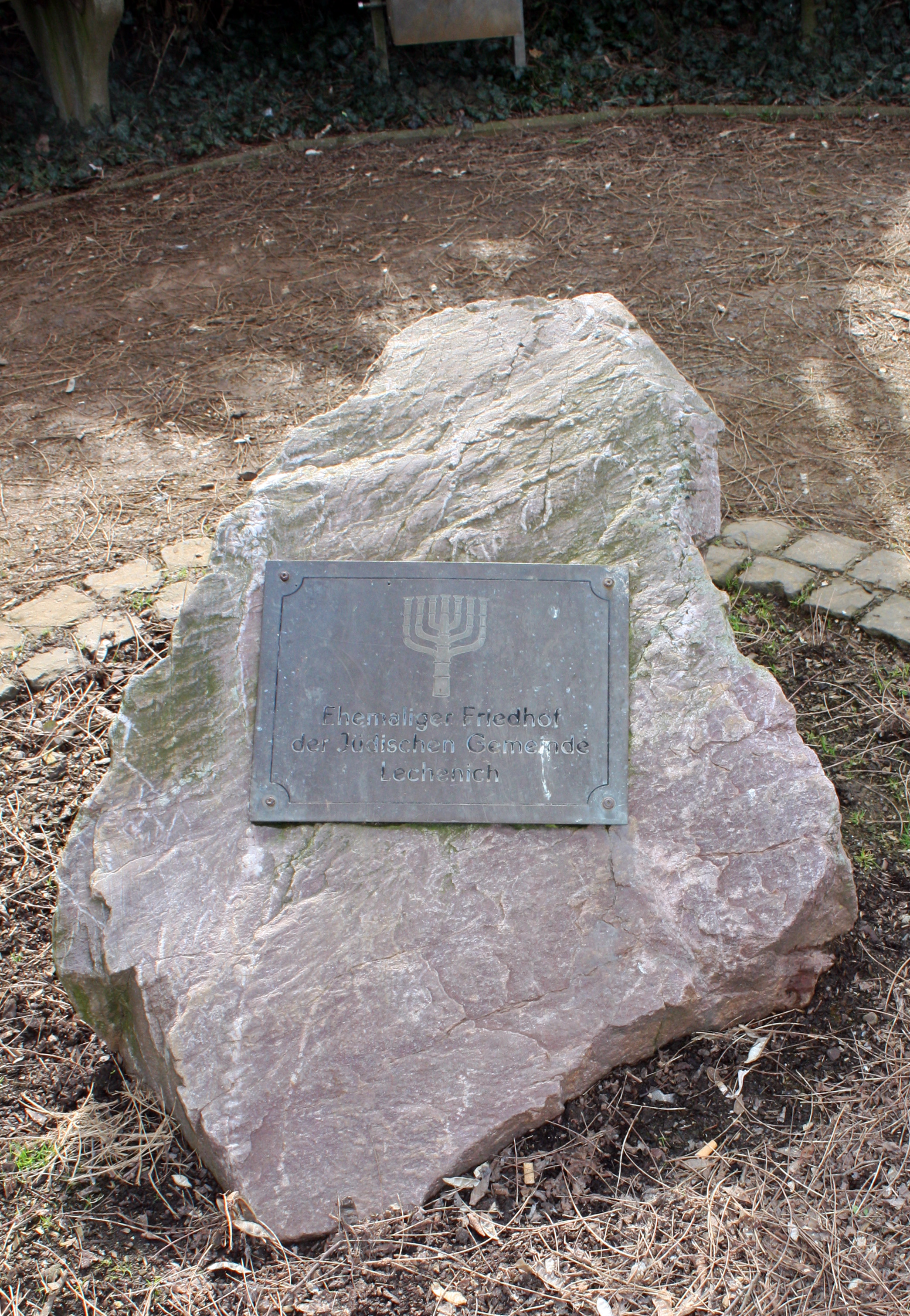
Gedenktafel auf dem alten jüdischen Friedhof Lechenich

Der Alte jüdische Friedhof Lechenich befindet sich in Lechenich, einem Stadtteil von Erftstadt im Rhein-Erft-Kreis in Nordrhein-Westfalen, und liegt An der Schleifmühle. Wie alle jüdischen Friedhöfe der Stadt Erftstadt gehört er der Synagogen-Gemeinde Köln, die Pflege dieser Friedhöfe obliegt der Stadt Erftstadt.
Der alte Friedhof ist ein langgestrecktes von Bäumen bestandenes Areal zwischen den Straßen Weltersmühle im Osten und Vilskaul im Westen. Er lag ehemals – wie vorgeschrieben – außerhalb der Stadtmauern auf unbebautem Gebiet. Das Land hatte der Kölner Kurfürst den Juden gegen eine jährliche Mietzahlung als Begräbnisplatz überlassen. Er wurde schon vor 1700 von der jüdischen Gemeinde Lechenichs benutzt. Im Jahr 1861 erwarb diese den Friedhof vom damaligen Besitzer.
Da um 1890 der Friedhof vollständig belegt war – jüdische Grabstätten werden ohne zeitliche Begrenzung angelegt –, wurde er geschlossen und ein neuer Friedhof am Römerhofweg eingerichtet.
Auf dem 1345 m² großen Gelände sind heute noch sieben Grabsteine vorhanden. Der älteste Grabstein (Mazewa) ist von dem 1689 verstorbenen Baruch, dem Sohn des Lechenicher Pferdehändlers Jakob Cahen. 
Nach dem Zweiten Weltkrieg war der Friedhof sehr vernachlässigt. Die geplante Schließung durch die Stadtverwaltung im Jahre 1949 scheiterte am Einspruch der Synagogengemeinde in Köln. Zwischen 1986 und 1988 brachte dann eine Gruppe von Jugendlichen in Zusammenarbeit mit der Volkshochschule den Friedhof in Ordnung. Am westlichen Zugang befindet sich auf dem nicht eingefriedeten Gelände ein Gedenkstein.